# Pyramid
Pyramid es el tercer álbum de estudio del grupo de rock inglés The Alan Parsons Project. Fue publicado, al igual que su predecesor en 1977, el 1 de junio de 1978 por Arista Records La portada del álbum corrió a cargo del estudio gráfico Hipgnosis, que ya había trabajado con The Alan Parsons Project en sus álbumes anteriores.

## Producción
Aunque Pyramid no se trata de un álbum conceptual en lo musical sí se muestra en lo lírico. En las letras, a lo largo del disco, se puede apreciar una reflexión acerca del poder del destino sobre las ideas y proyectos de los seres humanos: simples criaturas mortales cuya esencial fragilidad se muestra en la perspectiva global de la historia y del orden del universo. Este concepto se refleja sobre todo en la canción que cierra la cara A del LP, «Can't Take It With You», en el que se sostiene la idea de que la muerte significa la interrupción de cualquier proyecto que se tenga en mente para el futuro.

"Si bien no es un álbum estelar Pyramid completa con brillantez la tarea de explicar musicalmente su concepto. Su naturaleza breve, pero convincente, crece después de unas pocas escuchas pero el álbum en sí no es una necesidad (en la trayectoria de The Alan Parsons Project)".
Mike DeGagne (AllMusic) 

## Lista de canciones
Cara A
1. «Voyager» (Instrumental) – (2:14)
2. «What Goes Up» (canta David Paton) – (3:40)
3. «The Eagle Will Rise Again» (canta Colin Blunstone, coros por Eric Woolfson) – (4:22)
4. «One More River» (canta Lenny Zakatek) – (4:16)
5. «Can't Take It with You» (canta Dean Ford) – (5:05)

Cara B
1. «In the Lap of the Gods» (Instrumental) - (5:28)
2. «Pyramania» (canta Jack Harris) - (2:42)
3. «Hyper-Gamma-Spaces» (Instrumental) - (4:20)
4. «Shadow of a Lonely Man» (canta John Miles) - (5:34)

### CD remasterizado
Pyramid fue remasterizado en 2008 y se le añadieron las siguientes canciones:

## Personal
- David Paton – bajo y voz
- Stuart Elliot – batería y percusión
- Ian Bairnson – guitarra eléctrica y acústica
- Eric Woolfson – sintetizadores
- Duncan Mackay – sintetizadores
- Dean Ford – voz
- Colin Blunstone – voz
- Lenny Zakatek – voz
- John Miles – voz
- Jack Harris – voz